# Miwa Yonetsu
Miwa Yonetsu (født 4. december 1979) er en tidligere japansk fodboldspiller. Hun har tidligere spillet for Japans kvindefodboldlandshold.

## Japans fodboldlandshold
| Japans landshold | Japans landshold | Japans landshold |
| År               | Kmp              | Mål              |
| ---------------- | ---------------- | ---------------- |
| 2009             | 2                | 0                |
| Total            | 2                | 0                |